# Interstate 12
Interstate 12 – autostrada międzystanowa w Stanach Zjednoczonych.  Znajduje się całkowicie w stanie Luizjana.